# Partido judicial de Benavente
El Partido judicial de Benavente es el partido judicial n.º 3 de la provincia de Zamora y uno de los cinco partidos judiciales de la provincia de Zamora en la comunidad autónoma de Castilla y León (España).

## Introducción
La provincia de Zamora cuenta con los siguientes partidos judiciales:
- Partido judicial n.º 1, también conocido como de Toro.
- Partido judicial n.º 2, también conocido como de Zamora.
- Partido judicial n.º 3, también conocido como de Benavente.
- Partido judicial n.º 4, también conocido como de Puebla de Sanabria.
- Partido judicial n.º 5, también conocido como de Villalpando.

## Municipios
El partido judicial de Benavente incluye los siguientes términos municipales:
Alcubilla de Nogales, Arcos de la Polvorosa, Arrabalde, Ayoó de Vidriales, Barcial del Barco, Benavente, Bretó, Bretocino, Brime de Sog, Brime de Urz, Burganes de Valverde, Calzadilla de Tera, Camarzana de Tera, Castrogonzalo, Coomonte, Cubo de Benavente, Fresno de la Polvorosa, Friera de Valverde, Fuente Encalada, Fuentes de Ropel, Granucillo, Maire de Castroponce, Manganeses de la Polvorosa, Matilla de Arzón, Melgar de Tera, Micereces de Tera, Milles de la Polvorosa, Morales de Rey, Morales de Valverde, Navianos de Valverde, Otero de Bodas, Pobladura del Valle, Pueblica de Valverde, Quintanilla de Urz, Quiruelas de Vidriales, San Cristóbal de Entreviñas, San Pedro de Ceque, Santa Colomba de las Monjas, Santa Cristina de la Polvorosa, Santa Croya de Tera, Santa María de la Vega, Santa María de Valverde, Santibáñez de Tera, Santibáñez de Vidriales, Santovenia,  Torre del Valle (La), Uña de Quintana, Vega de Tera, Villabrázaro, Villaferrueña, Villageriz, Villanázar, Villanueva de Azoague, Villanueva de las Peras, Villaveza de Valverde y Villaveza del Agua.